# Lycenchelys crotalinus
Lycenchelys crotalinus és una espècie de peix de la família dels zoàrcids i de l'ordre dels perciformes.

## Morfologia
- Els mascles poden assolir 42,2 cm de longitud total.[4][5]

## Hàbitat
És un peix marí i d'aigües profundes que viu entre 200-2.816 m de fondària.

## Distribució geogràfica
Es troba al Pacífic oriental: des del Mar de Bering fins al nord de la Baixa Califòrnia (Mèxic).

## Observacions
És inofensiu per als humans.